# 天主教尤卡坦總教區
天主教尤卡坦總教區（拉丁語：Archidioecesis Yucatanensis）是羅馬天主教一個總教區，位於墨西哥尤卡坦州，教座位於首府梅里達。下轄三個教區。
1561年11月19日設教區，1906年11月6日升為總教區。2010年有教友1,743,000人，佔轄區總人口87.6%。教區下轄103個堂區，有210名司鐸。現任教區總主教為埃米利奧·加祿·貝利·貝朗薩蘭。